# Световно клубно първенство по футбол 2000
Световно клубно първенство на ФИФА през 2000 г. е първото световно клубно първенство по футбол. Провежда се от 5 до 14 януари 2000 г. в Бразилия.
В него участват бразилските Коринтианс (като шампион на страната и посвоему домакин) и Вашко да Гама (носител на Копа Либертадорес за 1998 г.) Европа е представлявана от Манчестър Юнайтед - европейски шампион за 1999 г. и носителя на Междуконтинеталната купа - Реал Мадрид. От Азия участва Ал Насър, от Океания - Саут Мелбърн, от Африка - Раджа Казабланка, от Северна Америка - Некакса, всички континентални шампиони за 1999 г. Отборите са разделени на две групи по четири тима. Победителите се класират за финала. Вторите оспорват бронзовите медали. 
В мача за третото място мексиканския Некакса побеждава Реал Мадрид след изпълнение на дузпи. На финала се срещат двата бразилски отбора, като също след дузпи Коринтианс побеждава и вдига трофея. Така тройката изглежда по следния начин:
 Коринтианс
 Вашко да Гама
 Некакса